# Józef Grudzień

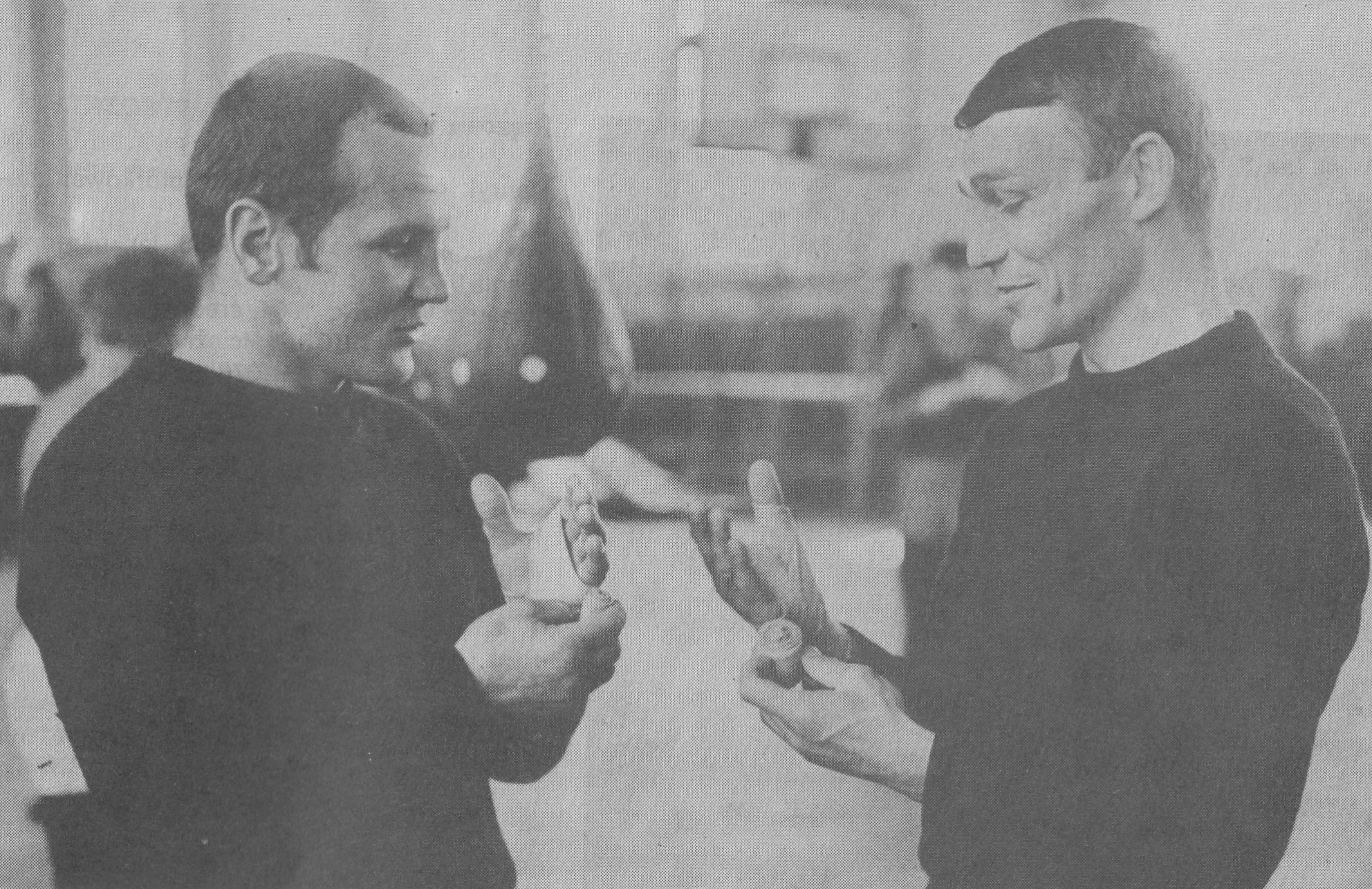
Józef Grudzień (z prawej) z Jerzym Kulejem w latach 70.

Józef Grudzień (ur. 1 kwietnia 1939 w Piasku Wielkim, zm. 17 czerwca 2017 w Pułtusku) – polski bokser, mistrz i wicemistrz olimpijski.

## Życiorys
W rodzinnej wsi krótko i amatorsko uprawiał siatkówkę. Potem uczęszczał do Technikum Budowy Wagonów przy wrocławskim Pafawagu (wyjechał ze wsi z biedy, małe gospodarstwo nie mogło wyżywić rodziny, a szkoła we Wrocławiu oferowała internat). Już wówczas fascynował się sportem, a jego ulubieńcem był Leszek Drogosz. Brat Józefa, Władysław wcześniej wyjechał do pracy w Dzierżoniowie i uprawiał pięściarstwo w lokalnym klubie „Włókniarz”, co wpływało na niego inspirująco. W wieku szesnastu lat sam zajął się boksem – jego pierwszym trenerem był Wacław Krupiński, wrocławski pięściarz wagi półciężkiej. Rok później skończył technikum i zaczął pracować w Pafawagu jako brakarz. Mając osiemnaście lat zadebiutował w bokserskiej drużynie narodowej podczas meczów w Jugosławii.
Był zawodnikiem Pafawagu Wrocław i Legii Warszawa. Boksował w wadze lekkiej. Największy sukces odniósł podczas igrzysk olimpijskich w Tokio (1964), kiedy to został mistrzem olimpijskim, zwyciężając w finale Wiliktona Barannikowa (ZSRR). Cztery lata później w Meksyku zdobył srebrny medal.
Z powodzeniem startował w mistrzostwach Europy. W Moskwie (1963) odpadł w ćwierćfinale, ale w Berlinie (1965) został wicemistrzem (przegrał z Wiliktonem Barannikowem), a dwa lata później mistrzem Europy w Rzymie, będąc najlepszym zawodnikiem turnieju. Był też trzykrotnie mistrzem Polski (1965, 1967 i 1968).
Po zakończeniu kariery przez pewien czas pracował jako trener, następnie jako technolog. Laureat Nagrody im. Aleksandra Rekszy (1991), a także odznaczony Krzyżami Kawalerskim i Komandorskim Orderu Odrodzenia Polski (1998). Działacz PKOl.
Został członkiem honorowego komitetu poparcia Bronisława Komorowskiego przed przyspieszonymi wyborami prezydenckimi 2010 oraz przed wyborami prezydenckimi w Polsce w 2015 roku. W 2015 roku zagrał siebie w filmie dokumentalnym o polskim boksie pt. Ring Wolny.
Zmarł 17 czerwca w Pułtusku. Został pochowany w Alei Zasłużonych na cmentarzu Wojskowym na Powązkach (kwatera G-tuje-7).